# العلاقات السيشلية الغينية
العلاقات السيشلية الغينية هي العلاقات الثنائية التي تجمع بين سيشل وغينيا.

## مقارنة بين البلدين
هذه مقارنة عامة ومرجعية للدولتين:
| وجه المقارنة                                              | سيشل                                                | غينيا       |
| --------------------------------------------------------- | --------------------------------------------------- | ----------- |
| المساحة (كم2)                                             | 459                                                 | 245.86 ألف  |
| عدد السكان (نسمة)                                         | 95.84 ألف                                           | 12.72 مليون |
| الكثافة السكانية (ن./كم²)                                 | 20.88 ألف                                           | 51.74       |
| العاصمة                                                   | فيكتوريا                                            | كوناكري     |
| اللغة الرسمية                                             | لغة فرنسية، لغة إنجليزية، اللغة الكريولية السيشيلية | لغة فرنسية  |
| العملة                                                    | روبية سيشلية                                        | فرنك غيني   |
| الناتج المحلي الإجمالي (بليون دولار)                      | 1.49 مليار                                          | 10.50 مليار |
| الناتج المحلي الإجمالي (تعادل القوة الشرائية) بليون دولار | 2.54 مليار                                          | 15.24 مليار |
| الناتج المحلي الإجمالي الاسمي للفرد دولار أمريكي          | 15.48 ألف                                           | 531         |
| الناتج المحلي الإجمالي للفرد دولار أمريكي                 | 26.42 ألف                                           | 1.22 ألف    |
| مؤشر التنمية البشرية                                      | 0.772                                               | 0.411       |
| رمز المكالمات الدولي                                      | +248                                                | +224        |
| رمز الإنترنت                                              | .sc                                                 | .gn         |
| المنطقة الزمنية                                           | ت ع م+04:00                                         | 00          |

## منظمات دولية مشتركة
يشترك البلدان في عضوية مجموعة من المنظمات الدولية، منها:
| علم المنظمة | اسم المنظمة                                 | تاريخ انضمام سيشل | تاريخ انضمام غينيا |
| ----------- | ------------------------------------------- | ----------------- | ------------------ |
|             | يونسكو                                      | 18 أكتوبر 1976    | 2 فبراير 1960      |
|             | وكالة ضمان الاستثمار متعدد الأطراف          | 15 سبتمبر 1992    | 5 أكتوبر 1995      |
|             | الأمم المتحدة                               | 21 سبتمبر 1976    | 12 ديسمبر 1958     |
|             | مجموعة دول أفريقيا والكاريبي والمحيط الهادئ | ?                 | ?                  |
|             | الفريق المعني برصد الأرض                    | ?                 | ?                  |
|             | الاتحاد البريدي العالمي                     | ?                 | ?                  |
|             | البنك الدولي للإنشاء والتعمير               | 29 سبتمبر 1980    | 28 سبتمبر 1963     |
|             | منظمة حظر الأسلحة الكيميائية                | 29 أبريل 1997     | ?                  |
|             | مؤسسة التمويل الدولية                       | 11 يونيو 1981     | 22 أكتوبر 1982     |
|             | المركز الدولي لتسوية المنازعات الاستشارية   | 19 أبريل 1978     | 4 ديسمبر 1968      |
|             | منظمة الشرطة الجنائية الدولية               | 1 سبتمبر 1977     | ?                  |
|             | الاتحاد الأفريقي                            | ?                 | 1963               |
|             | البنك الإفريقي للتنمية                      | ?                 | ?                  |

## وصلات خارجية
- موقع وزارة الخارجية السيشلية